# Кизилсу (приток на Пяндж)
Кизилсу (Мулокани, Шурабдаря) (на таджикски: Қизилсу; на руски: Кызылсу) е река в Таджикистан, десен приток на Пяндж (лява съставяща на Амударя). Дължина 230 km. Площ на водосборния басейн 8630 km².
Река Кизилсу води началото си под името Мулокани от ледник, спускащ се по южния склон на Вахшкия хребет, на 3280 m н.в. В началото тече в западна посока, а след това на юг под името Шурабдаря по източното подножие на Вахшкия хребет в дълбока V-образна долина. След устието на левия си приток Обимазар вече се нарича Кизилсу и при сгт Улбек излиза от планините и навлиза в Кулябската равнина. Тук долината ѝ значително се разширява, а руслото ѝ се разделя на ръкави. Влива се отдясно в река Пяндж (лява съставяща на Амударя), на таджикско-афганистанската граница, на 420 m н.в. Основни притоци: Обимазар, Яхсу (леви); Таирсу (десен). Има смесено подхранване с преобладаване на снежното. Среден годишен отток на 58 km от устието 75 m³/sec. В Кулябската равнина голяма част от водите ѝ се използват за напояване, като от нея наляво и надясно се отделят 14 напоителни канала със сумарна водопропускливост около 17,8 km³/sec.

## Топографска карта
- J-42-Б М 1:500000[2]
- J-42-Г М 1:500000[3]